# Synagoga Beit Warszawa w Warszawie

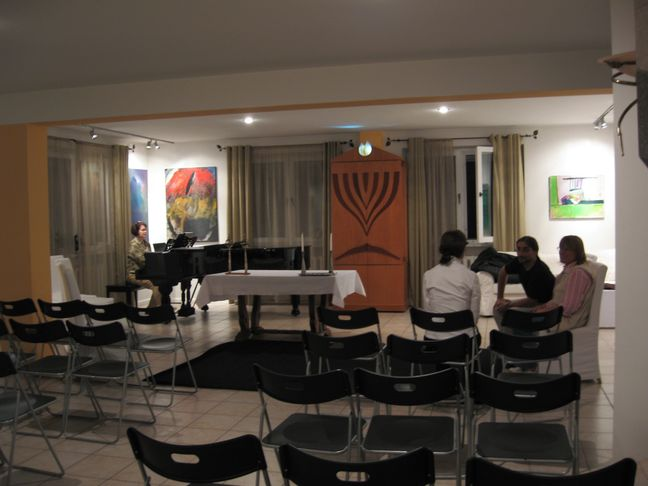
Wnętrze synagogi, 2006

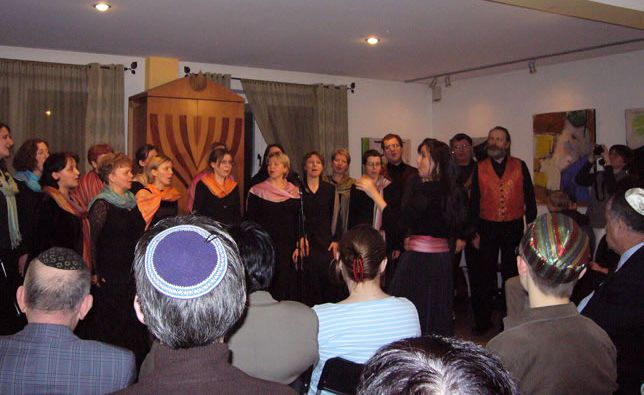
Święto Purim, 2006

Synagoga Beit Warszawa w Warszawie – synagoga znajdująca się przy ul. Stępińskiej 9 w Warszawie. Jest jedną z sześciu czynnych synagog i jedną z trzech tradycji reformowanej w mieście.

## Historia
Synagoga została założona w 2003 roku z inicjatywy Towarzystwa Kultury Żydowskiej Beit Warszawa.
Nabożeństwa odbywają się regularnie we wszystkie szabaty oraz święta w duchu postępowego nurtu judaizmu. Nie ma wydzielonego pomieszczenia dla kobiet. Synagoga wypożycza jarmułki oraz tality, których noszenie podczas nabożeństwa nie jest obowiązkowe.
W synagodze prowadzone są kursy przygotowawcze do konwersji na judaizm.

## Wnętrze
Wewnątrz, przy ścianie wschodniej stoi drewniany Aron ha-kodesz, na drzwiczkach którego namalowana jest menora, będąca symbolem organizacji Friends of Jewish Renewal in Poland, która współpracuje i wspiera Beit Warszawa. Wewnątrz szafy znajdują się dwa zwoje Tory, z których jeden został podarowany w 2002 roku przez społeczność żydowską z Missisipi. Na środku stoi stół, który pełni rolę zarówno pulpitu kantora oraz bimy. Na ścianach wisi kilkanaście abstrakcyjnych obrazów żydowskich artystów.